# Federazione di baseball e softball della Liberia
La Federazione liberiana di baseball e softball (eng. Liberia Baseball and Softball Association) è un'organizzazione fondata per governare la pratica del baseball e del softball in Liberia.
Organizza il campionato maschile e di softball femminile, e pone sotto la propria egida la nazionale maschile e di softball femminile.